# 英多尔夫王
康斯坦丁之子英多尔夫（盖尔语：Ildulb mac Causantín），英语化简称为英多尔夫王（英语：Indulf；约927年-962年）；绰号侵略者（盖尔语：An Ionsaighthigh）。是954年-926年在位的苏格兰国王。他的父亲是阿尔巴国王康斯坦丁二世，他的外祖父可能是英多尔夫一世伯爵，英多尔夫一世曾流亡苏格兰。英多尔夫在962年被维京人所杀，他的堂侄杜夫即位。后来，他的两个儿子科林和安拿比先后为王，他另一个儿子奥凯德可能在971年同杜夫一同被杀害。他的孙子康斯坦丁三世是他最后一个已知的后裔。